# Eleição presidencial da Nigéria em 2023
A eleição presidencial nigeriana de 2023 ocorreu oficialmente em 25 de fevereiro para eleger o próximo presidente da Nigéria por um mandato de 4 anos, que se iniciará em 29 de maio de 2023 e terminará em 28 de maio de 2027. Bola Tinubu foi declarado vencedor pela comissão eleitoral em 1º de março. 
Segundo a atual Constituição do país promulgada em 1999, período em que teve início a chamada Quarta República, o presidente em exercício, Muhammadu Buhari,  filiado ao Congresso de Todos os Progressistas (APC), não pode concorrer a um novo mandato, visto que já cumpriu dois mandatos consecutivos após ser eleito na eleição de 2015 e reeleito na eleição de 2019.

## Sistema eleitoral
O presidente da Nigéria é eleito através de um sistema eleitoral a duas voltas, no qual para ser eleito já na primeira volta, é necessário que um candidato presidencial deve receber a maioria dos votos totais, bem como mais de 25% dos votos em, ao menos 24 dos 36 estados, o que corresponde a 2/3 dos estados do país. Se nenhum candidato alcançar tais índices, uma segunda volta é realizada somente com os dois candidatos mais votados.

## Resultados eleitorais
No início da manhã de 1º de março, o presidente do INEC, Mahmood Yakubu, declarou Bola Tinubu como o vencedor após a comparação de todos os resultados estaduais. Candidatos da oposição e observadores criticaram os resultados, afirmando que a eleição foi marcada por violência, corrupção e fraude. Os dois principais candidatos de oposição afirmaram que contestariam os resultados nos meses seguintes junto à Suprema Corte.
| Candidato                  | Partido político                    | Votos válidos | %     | Situação   |
| -------------------------- | ----------------------------------- | ------------- | ----- | ---------- |
| Bola Tinubu                | Congresso de Todos os Progressistas | 8 794 726     | 36.61 | Eleito     |
| Atiku Abubakar             | Partido Democrático do Povo         | 6 984 520     | 29.07 | Não eleito |
| Peter Obi                  | Partido Trabalhista                 | 6 101 533     | 25.40 | Não eleito |
| Rabiu Kwankwaso            | Novo Partido dos Povos da Nigéria   | 1 496 687     | 6.23  | Não eleito |
| Demais candidatos          | Demais partidos políticos           | 648 474       | 2.69  | Não eleito |
| Total de votos registrados | Total de votos registrados          | 24 025 940    | 100   | –          |
| Eleitorado apto a votar    | Eleitorado apto a votar             | 93 469 008    | 25.70 | –          |